# 國立斗六高級家事商業職業學校
國立斗六高級家事商業職業學校是一所位於中華民國臺灣省雲林縣斗六市的國立家事商業技術型高級中等學校，簡稱為斗六家商。學校地址在該市成功路120號。校地面積為4.2817公頃。現任校長為王金香。

## 校史
- 1939年3月31日創校，校名為台灣公立家政女學校籌備處，設於鎮西國小校內。
- 1943年4月1日校名改為台灣公立斗六農業實踐女學校。
- 1945年中華民國接管臺灣，台南州接管委員會派陳見成接收校舍校具等。
- 1946年 2月5日校名改為台南縣立斗六初級女子職業學校。
- 1950年8月1日奉令改名台南縣立斗六初級家事職業學校。
- 1953年9月16日奉教育廳令准試辦高級部。
- 1955年9月21日奉省教育廳令准正式辦理高級部改為完全中等學校。
- 1968年8月1日奉教育廳令改為台灣省立斗六家事職業學校。
- 1969年9月開始商業科招生。
- 1970年8月1日奉教育廳令改為台灣省立斗六高級家事商業職業學校。
- 1970年7月8日奉省教育廳令設立附設商業補習學校。
- 1973年9月1日增設綜合商業科、會計統計科。
- 1978年11月29日與大韓民國京畿商業高學校締結姊妹學校。
- 1979年9月1日增設廣告設計科。
- 1984年9月1日日間部開始招收男生。
- 1988年9月1日綜合商業科更名商業經營科，會計統計科更名會計事務科。
- 1990年9月1日增設資料處理科。
- 1992年9月改招幼保科，停招家政科。
- 1993年1月籌設斗六家商文教基金會，5月成立。
- 1999年9月17日奉教育部中部辦公室書函修正該校附設商業職業進修補習學校改為台灣省立斗六高級家事商業職業學校附設高級商業職業進修學校。
- 2000年2月1日學校改為國立更改校名為國立斗六高級家事商業職業學校。附設進修學校更改校名為國立斗六高級家事商業職業學校附設高級商業職業進修學校。
- 2003年7月停招會計事務科。8月設立招收應用外語科。
- 2004年8月停招商業經營科，改招國際貿易科。
- 2009年8月增加資源班1班。

## 教學單位
- 國際貿易科
- 應用外語科
- 廣告設計科
- 幼兒保育科
- 資料處理科
- 商業經營科(進修部)

## 外部連結
- 斗六家商網站（页面存档备份，存于）（繁體中文）